# Hanhals kyrka
Hanhals kyrka är en kyrkobyggnad som sedan 2013 tillhör Kungsbacka-Hanhals församling (tidigare Hanhals församling) i Göteborgs stift. Den ligger i Kungsbacka kommun. Kyrkan är en av stiftets populäraste bröllopskyrkor..

## Kyrkobyggnaden

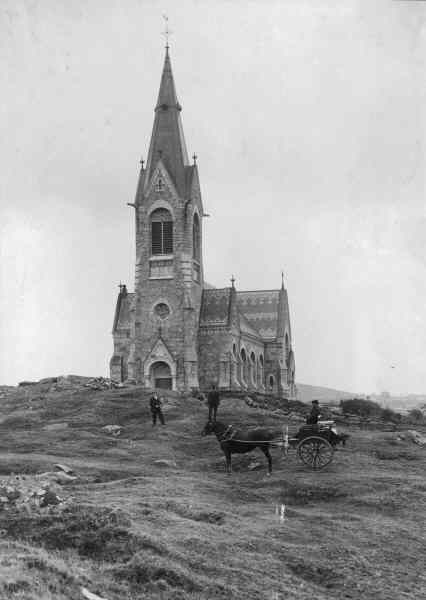
Den nya kyrkan som brann 1936.

Hanhals kyrka ligger på ett berg och är från tidig medeltid, troligen 1200-talet. Vid slutet av medeltiden tillbyggdes vapenhus på norra och södra sidan och 1764 förlängdes byggnaden och försågs med halvrund koravslutning. 

### 1894 års kyrka
Den gamla kyrkan övergavs i samband med att ett nybygge i nygotisk stil, ritad av Adrian C. Peterson, uppfördes 1892-1894 nere på slätten, någon kilometer nordost om den gamla. Man rev dock inte den gamla kyrkan, utan den fick stå kvar som ruin. Samtliga inventarier och taket togs tillvara, men materialet skingrades. Ruinen konserverades på 1920-talet för att inte helt förfalla. Den nya kyrkan hade stora fuktproblem. En renovering 1927 hjälpte inte utan problemen återkom och man planerade en ny omfattande ombyggnad då kyrkan 1936 totalförstördes vid en brand.  

### Återinvigning av den gamla kyrkan
Man beslöt efter branden att återuppbygga och restaurera den gamla kyrkan. Arbetet leddes av landsantikvarien Erik Salvén och stadsarkitekten i Halmstad Figge Wetterqvist. Kyrkan återinvigdes 1940 med följande förändringar: den är vitrappad, det norra vapenhuset används som sakristia och byggnaden har även fått en västingång. Klockstapeln av trä uppfördes 1940 och står på en höjd väster om kyrkan.
En inre renovering företogs 1990 med rengöring, mindre reparationsarbeten och ommålning i ny färgsättning av snickerier. Första bänkraden togs bort. Textilförvaringen och elsystemet sågs över, uppvärmningen byttes ut och vindarna tilläggsisolerades.

## Takmålningar
I kyrkans valvtak finns takmålningar från 1770 utförda av Jonas Dürchs. Dessa rekonstruerades vid återuppbyggnaden 1936 och man fick tillbaka de bräder som lagrats vid Göteborgs museum och ytterligare 150 bräder återlämnades av församlingsbor som använt dem i olika projekt. Fortfarande saknades bräder och målningen fick rekonstrueras av Erik Sköld. Bräderna i kortaket saknades och målningen där av Guds allseende öga tillkom 1940. I långhusets tak finns sex figurscener längs långsidorna mot en himmel med moln.

## Inventarier

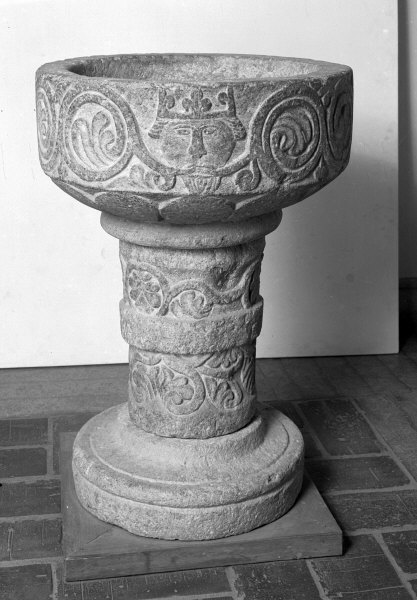
Dopfunten från 1200-talet.

- Dopfunt i täljsten tillverkad under 1200-talets förra del eller mitt av stenmästaren Thorkillus. Den består av tre delar och är 86 cm hög. Cuppan är cylinderformad med buktande undersida. På livet finns ornamentik i form av ett krönt huvud ur vars mun kommer rankor som vrider sig i spiraler. Skaftet är cylinderformat och har palmett- och växtornamentik. Foten är skivformad. Den har centralt uttömningshål.[2]Föremålet förvaras på Statens historiska museum. En kopia från omkring 1940 finns i kyrkan. Nuvarande bemålning är i huvudsak från 1769.
- Predikstol snidad i ek, från 1600-talet. Kompletterad, lagad och restaurerad 1939.
- Baldakin, nytillverkad i samma stil och färg som predikstolen.
- Altarskåpet är en medeltida triptyk, bestående av corpus och två flygeldörrar. Skåpet placerad på en predella. I corpus en framställning av Marie kröning. Det är daterat till slutet av 1400-talet.
- I kyrkan finns två votivskepp från 1600-talet som har deponerats av Göteborgs stadsmuseum.

### Klockor
I tornet hänger två klockor vilka båda är gjutna hos M & O Ohlsson i Ystad av material från de i branden 1936 förstörda klockorna.

### Orgel
Orgeln är tillverkad 1975 av Tostareds Kyrkorgelfabrik, men innehåller även pipmaterial från 1941 års orgel. Instrumentet har sjutton stämmor fördelade på två manualer och pedal. Tidigare fanns en orgel tillverkad 1870 av Johan Nikolaus Söderling och en från 1895 tillverkad av Johannes Magnusson

## Kyrkogårdar
Kyrkogården som ligger omkring Hanhals kyrka kallas övre kyrkogården. En av dem som vilar där är tonsättaren Gösta Nystroem. Det finns också en nedre kyrkogård som ligger bredvid ruinen efter den nya kyrkan.